# Paolo Manuzio
Paolo Manuzio (in latino Paulus Manutius; Venezia, 12 giugno 1512 – Roma, 6 aprile 1574) è stato un editore, tipografo e umanista italiano.

## Biografia

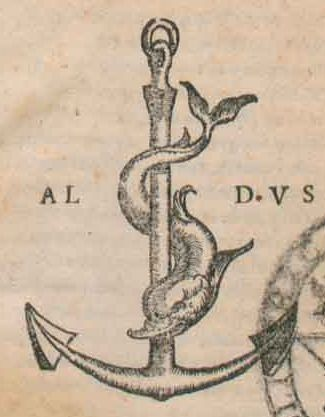
Marca tipografica di Paolo Manuzio, recante il nome del padre Aldo

Figlio terzogenito di Aldo Manuzio, ne raccolse l'eredità a partire dal 1533, quando prese in mano le redini della famosa stamperia paterna, fino ad allora gestita dal nonno materno Andrea Torresano e dai suoi eredi. In questa veste curò, in particolare, l'edizione di testi latini, mantenendo lo stile e le innovazioni tipografiche introdotte con le aldine.
Nel 1546 sposò Margherita di Gerolamo Odoni, da cui ebbe quattro figli: Aldo (1547-1597), che gli subentrò; Maria (c.1552-prima del 1597), sposata nel 1573 ad Alessandro Onorio; Girolamo (morto in tenera età nel 1559) e un quarto dal nome ignoto, pure morto in giovane età.
Si occupò anche, dal 1558, per conto di Federico Badoer, della tipografia dell'Accademia della Fama, mentre dal 1561 si trasferì a Roma, che sarebbe diventata la seconda città per la produzione del libro. Qui, infatti, diresse la Stamperia del popolo romano, istituita nello stesso anno da Papa Pio IV, monopolizzando, di fatto, i privilegi di stampa relativi ai più importanti testi approvati dal Concilio di Trento, fra i quali il Catechismo e il Messale, peraltro chiedendo e ottenendo, dal pontefice, che l'autorizzazione - in considerazione dell'elevata domanda - fosse estesa anche a tipografi di altri luoghi.
Erudito, di formazione umanistica, scrisse numerose dissertazioni, in particolare sulle antichità romane, fra le quali il De legibus (1557) e il De senatu (1581), e commentò diverse opere di Cicerone, come ad esempio le epistole a  Pomponio Attico. e a  Junio Bruto. Curò in tre libri, in volgare, a partire dal 1542, le Lettere di diuersi nobilissimi huomini et eccellentissimi ingegni.. Molte sue prefazioni a testi latini uscirono postume, a cura del figlio Aldo, nel 1580, come postume furono pubblicate le sue Lettere rinvenute nella Biblioteca Ambrosiana.

## Opere

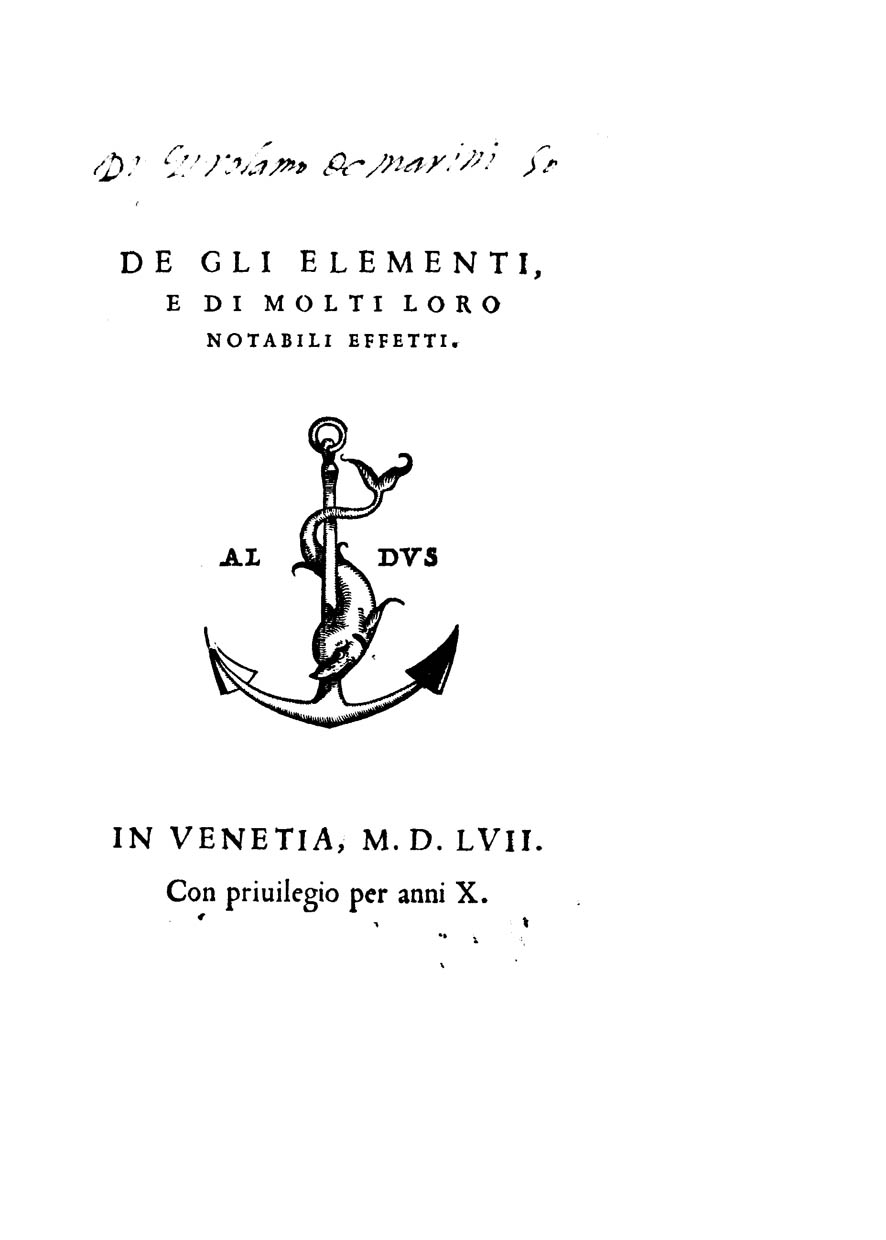
De gli elementi, e di molti loro notabili effetti, 1557

- De gli elementi, e di molti loro notabili effetti, Venezia, Paolo Manuzio, 1557.